# Gerard Horan
Pour les articles homonymes, voir Horan.
Gerard Horan est un acteur britannique né le 11 novembre 1962 à Stockport.

## Filmographie

### Cinéma
- 1985 : My Beautiful Laundrette : l'homme au téléphone
- 1987 : Hidden City : le jeune homme dans le tunnel
- 1987 : Sammy et Rosie s'envoient en l'air : le patron du restaurant
- 1989 : Tank Malling : le responsable du parking
- 1990 : Chicago Joe et la Showgirl : John Wilkins
- 1993 : Beaucoup de bruit pour rien : Borachio
- 1994 : Frankenstein : Claude
- 1994 : Ludwig van B. : Nikolaus Johann van Beethoven
- 1995 : Au beau milieu de l'hiver : Carnforth Greville
- 1996 : Different for Girls : Sergent Harry
- 1998 : Les Misérables : le gendarme digne
- 2002 : The Last Great Wilderness : le tueur à gages
- 2002 : Nicholas Nickleby : Ned Cheeryble
- 2003 : Bright Young Things
- 2005 : Imagine Me and You : Trevor
- 2005 : Oliver Twist : un fermier
- 2006 : Comme il vous plaira : Denis
- 2008 : Braquage à l'anglaise : Roy Given
- 2011 : My Week with Marilyn : Trevor
- 2012 : Gambit : Arnaque à l'anglaise : M. Knowles
- 2015 : Cendrillon : Lord Veneering
- 2017 : La Belle et la Bête : M. Jean Samovar
- 2021 : Belfast de Kenneth Branagh : Jack

### Télévision
- 1985-2006 : The Bill : Bill Garrett, Kevin Sampson et Ricky Vassalo (5 épisodes)
- 1986 : London's Burning : Charisma
- 1986 : The Singing Detective : Reginald (6 épisodes)
- 1987 : Brookside : Martin Cox (2 épisodes)
- 1988 : Les Girls : Mervyn (7 épisodes)
- 1988-1994 : La Brigade du courage : Leslie Charisma Appleby (19 épisodes)
- 1989 : Look Back in Anger : Cliff Lewis
- 1990 : Hercule Poirot : Flagg (1 épisode)
- 1991 : Inspecteur Wexford : John Hood (2 épisodes)
- 1991-2010 : Casualty : Neville O'Connor, Tony Denning et Mark Wilkinson (4 épisodes)
- 1992 : Les Règles de l'art : Toni (1 épisode)
- 1994 : Inspecteur Frost : Ray Butler (1 épisode)
- 1995 : Heartbeat : D.I. Woodhead (1 épisode)
- 1996 : Kavanagh : P.C. Wooller (1 épisode)
- 1997 : Pilgrim's Rest : Nugget (1 épisode)
- 1998 : Wycliffe : DS Caplin (1 épisode)
- 1999-2000 : Harbour Lights : Tony Simpson (16 épisodes)
- 2004 : Ma tribu : M. Addis (1 épisode)
- 2005 : Agatha Christie's Marple : D.S. Fletcher (1 épisode)
- 2005 : Timewatch (1 épisode)
- 2006 : Inspecteurs associés : Jim Webster (2 épisodes)
- 2006 : The Royal : Ned Worsley (1 épisode)
- 2007 : Doctor Who : Clark (2 épisodes)
- 2007-2009 : Kingdom : D.C. Yelland (14 épisodes)
- 2008 : Lark Rise to Candleford : M. Paxton (6 épisodes)
- 2010 : Inspecteur Lewis : DC Hooper (1 épisode)
- 2011 : Silk : Scarrow (1 épisode)
- 2011 : Une Femme de Confiance (Appropriate Adult, téléfilm en deux parties) : Howard Ogden
- 2011 : DCI Banks : Les Holt (1 épisode)
- 2013 : Dancing on the Edge : Gunson (3 épisodes)
- 2013 : WPC 56 : Sergent Peter Pratt (5 épisodes)
- 2013 : Family Tree : Ray Biggins (4 épisodes)
- 2013 : Flics toujours : Scott Bunce (1 épisode)
- 2014 : Inspecteur Barnaby : Ewan Evans (1 épisode)
- 2014-2015 : Da Vinci's Demons : Rodrigo (2 épisodes)
- 2014-2015 : Detectorists : Terry (13 épisodes)
- 2016 : Outlander : John O'Sullivan (3 épisodes)